# Список міністрів закордонних справ Росії
Список Міністрів закордонних справ Росії

## Список
- 1549—1570: Вісковатов Іван Михайлович
- 1570—1601: Щелкалов Андрій Якович
- 1605—1606: Грамотін Іван Тарасович
- 1608—1610: Третьяков Петро
- 1610—1612: Грамотін Іван Тарасович
- 1612—1618: Третьяков Петро
- 1618—1635: Грамотін Іван Тарасович
- 1635—1667: Іванов Єрофей
- 1667—1671: Ордин-Нащокін Афанасій Лаврентійович
- 1671—1682: Матвєєв Артамон Сергійович
- 1682—1689: Голіцин Василь Васильович
- 1689—1697: Українцев Омельян Гнатович
- 1697—1699: Наришкін Лев Кирилович
- 1699—1706: Головін Федір Олексійович
- 1706—1708: Шафіров Петро Павлович
- 1708—1734: Головкін Гаврило Іванович
- 1734—1740: Остерман Генріх-Йоганн-Фрідріх
- 1740—1742: Черкаський Олексій Михайлович
- 1742—1758: Бестужев-Рюмін Олексій Петрович
- 1758—1763: Воронцов Михайло Іларіонович
- 1763—1781: Панін Микита Іванович
- 1781—1797: Остерман Іван Андрійович
- 1797—1799: Безбородько Олександр Андрійович
- 1799—1801: Ростопчін Федір Васильович
- 1801—1801: Панін Микита Петрович
- 1801—1802: Кочубей Віктор Павлович
- 1802—1804: Воронцов Олександр Романович
- 1804—1806: Чарторийський Адам-Єжи
- 1806—1808: Будберг Андрій Якович
- 1816—1822: Іоанн Каподістрія
- 1828—1856: Нессельроде Карл Васильович
- 1856—1882: Горчаков Олександр Михайлович
- 1882—1895: Гірс Микола Карлович
- 1895—1896: Лобанов-Ростовський Олексій Борисович
- 1896—1897: Шишкін Микола Павлович
- 1897—1900: Муравйов Михайло Миколайович
- 1900—1906: Ламсдорф Володимир Миколайович
- 1906—1910: Ізвольський Олександр Петрович
- 1910—1916: Сазонов Сергій Дмитрович
- 1916—1916: Штюрмер Борис Володимирович
- 1916—1917: Покровський Микола Миколайович
- 1917—1917: Мілюков Павло Миколайович
- 1917—1917: Терещенко Михайло Іванович
- 1917—1918: Троцький Лев Давидович
- 1918—1930: Чичерін Георгій Васильович
- 1930—1939: Літвінов Максим Максимович
- 1939—1949: Молотов В'ячеслав Михайлович
- 1949—1953: Вишинський Андрій Януарович
- 1953—1956: Молотов В'ячеслав Михайлович
- 1956—1957: Шепілов Дмитро Трохимович
- 1957—1985: Громико Андрій Андрійович
- 1985—1990: Шеварднадзе Едуард Амвросійович
- 1990—1991: Бессмертних Олександр Олександрович
- 1991—1991: Панкін Борис Дмитрович
- 1991—1991: Шеварднадзе Едуард Амвросійович
- 1990—1996: Козирєв Андрій Володимирович
- 1996—1998: Примаков Євген Максимович
- 1998—2004: Іванов Ігор Сергійович
- з 2004: Лавров Сергій Вікторович

## Таблиця
| №                                                 | Ім'я                                  | Термін                | Термін |
| №                                                 | Ім'я                                  | перебування на посаді |        |
| ------------------------------------------------- | ------------------------------------- | --------------------- | ------ |
| Посольський приказ                                |                                       |                       |        |
| 1                                                 | Вісковатов Іван Михайлович            | 1549-1570             |        |
| 2                                                 | Щелкалов Андрій Якович                | 1570-1601             |        |
| 3                                                 | Грамотін Іван Тарасович               | 1605-1606             |        |
| 4                                                 | Третьяков Петро                       | 1608-1610             |        |
| 5                                                 | Грамотін Іван Тарасович               | 1610-1612             |        |
| 6                                                 | Третьяков Петро                       | 1612-1618             |        |
| 7                                                 | Грамотін Іван Тарасович               | 1618-1635             |        |
| 8                                                 | Іванов Єрофей                         | 1635-1667             |        |
| 9                                                 | Ордин-Нащокін Афанасій Лаврентійович  | 1667-1671             |        |
| 10                                                | Матвєєв Артамон Сергійович            | 1671-1682             |        |
| 11                                                | Голіцин Василь Васильович             | 1682-1689             |        |
| 12                                                | Українцев Омельян Гнатович            | 1689-1697             |        |
| 13                                                | Наришкін Лев Кирилович                | 1697-1699             |        |
| 14                                                | Головін Федір Олексійович             | 1699-1706             |        |
| 15                                                | Шафіров Петро Павлович                | 1706-1708             |        |
| 16                                                | Головкін Гаврило Іванович             | 1708-1717             |        |
| Колегія іноземних справ                           |                                       |                       |        |
| 16                                                | Головкін Гаврило Іванович             | 1717-1734             |        |
| 17                                                | Остерман Генріх Іоган Фрідріх         | 1734-1740             |        |
| 18                                                | Черкаський Олексій Михайлович         | 1740-1742             |        |
| 19                                                | Бестужев-Рюмін Олексій Петрович       | 1742-1758             |        |
| 20                                                | Воронцов Михайло Іларіонович          | 1758-1763             |        |
| 21                                                | Панін Микита Іванович                 | 1763-1781             |        |
| 22                                                | Остерман Іван Андрійович              | 1781-1797             |        |
| 23                                                | Безбородько Олександр Андрійович      | 1797-1799             |        |
| 24                                                | Ростопчін Федір Васильович            | 1799-1801             |        |
| 25                                                | Панін Микита Петрович                 | 1801-1801             |        |
| 26                                                | Кочубей Віктор Павлович               | 1801-1802             |        |
| Міністерство іноземних справ Російської імперії   |                                       |                       |        |
| 27                                                | Воронцов Олександр Романович          | 1802-1804             |        |
| 28                                                | Адам Єжи Чарторийський                | 1804-1806             |        |
| 29                                                | Будберг Андрій Якович                 | 1806-1808             |        |
| 30                                                | Румянцев Микола Петрович              | 1808-1814             |        |
| 31                                                | Іоанн Каподістрія                     | 1816-1822             |        |
| 32                                                | Нессельроде Карл Васильович           | 1828-1856             |        |
| 33                                                | Горчаков Олександр Михайлович         | 1856-1882             |        |
| 34                                                | Гірс Микола Карлович                  | 1882-1895             |        |
| 35                                                | Лобанов-Ростовський Олексій Борисович | 1895-1896             |        |
| 36                                                | Шишкін Микола Павлович                | 1896-1897             |        |
| 37                                                | Муравйов Михайло Миколайович          | 1897-1900             |        |
| 38                                                | Ламсдорф Володимир Миколайович        | 1900-1906             |        |
| 39                                                | Ізвольський Олександр Петрович        | 1906-1910             |        |
| 40                                                | Сазонов Сергій Дмитрович              | 1910-1916             |        |
| 41                                                | Штюрмер Борис Володимирович           | 1916-1916             |        |
| 42                                                | Покровський Микола Миколайович        | 1916-1917             |        |
| 43                                                | Мілюков Павло Миколайович             | 1917-1917             |        |
| 44                                                | Терещенко Михайло Іванович            | 1917-1917             |        |
| Народний комісаріат з іноземних справ РРФСР       |                                       |                       |        |
| 45                                                | Троцький Лев Давидович                | 1917-1918             |        |
| 46                                                | Чичерін Георгій Васильович            | 1918-1922             |        |
| Народний комісаріат з іноземних справ СРСР        |                                       |                       |        |
|                                                   | Чичерін Георгій Васильович            | 1923-1930             |        |
| 47                                                | Літвінов Максим Максимович            | 1930-1939             |        |
| 48                                                | Молотов В'ячеслав Михайлович          | 1939-1946             |        |
| Міністерство іноземних справ СРСР                 |                                       |                       |        |
|                                                   | Молотов В'ячеслав Михайлович          | 1946-1949             |        |
| 49                                                | Вишинський Андрій Януарович           | 1949-1953             |        |
|                                                   | Молотов В'ячеслав Михайлович          | 1953-1956             |        |
| 50                                                | Шепілов Дмитро Трохимович             | 1956-1957             |        |
| 51                                                | Громико Андрій Андрійович             | 1957-1985             |        |
| 52                                                | Шеварднадзе Едуард Амвросійович       | 1985-1990             |        |
| 53                                                | Бессмертних Олександр Олександрович   | 1990-1991             |        |
| 54                                                | Панкін Борис Дмитрович                | 1991-1991             |        |
| Міністерство зовнішніх зносин СРСР                |                                       |                       |        |
| 55                                                | Шеварднадзе Едуард Амвросійович       | 1991-1991             |        |
| Міністерство іноземних справ Російської Федерації |                                       |                       |        |
| 56                                                | Козирєв Андрій Володимирович          | 1990-1996             |        |
| 57                                                | Примаков Євген Максимович             | 1996-1998             |        |
| 58                                                | Іванов Ігор Сергійович                | 1998-2004             |        |
| 59                                                | Лавров Сергій Вікторович              | 2004-                 |        |